# Север Вьеннский
Святой Север Вьеннский (умер около 455 г.) был священником, проповедовавшим евангелизацию в Вьен, Франция. Поскольку он жил в первом тысячелетии, он почитается как святой как в православной, так и в католической церквях. Север был индийцем по рождению и имел богатое происхождение. Его запись в Римском мартирологе гласит:
В Вьен, во Франции, святой Север, священник и исповедник, предпринявший мучительный путь из Индии, чтобы проповедовать Евангелие в этом городе, обратил множество язычников в веру Христову своими трудами и чудесами.
Север поселился в Вьен около 430 г. Он умер в Италии, но его тело было доставлено обратно в Вьен и похоронено в церкви Святого Стефана, которую он сам построил.